# 알렉산드루 (축구 선수)
알렉산드루 빅토르 지 소자 히베이루(포르투갈어: Alexsandro Victor de Souza Ribeiro, 1999년 8월 9일 ~ )는 간단히 줄여서 알렉산드루(포르투갈어: Alexsandro)로 알려져 있는 브라질의 축구 선수이다. 그의 포지션은 중앙 수비수로, 현재 프랑스 리그 1의 릴에서 활약하고 있다.

## 클럽 경력
알렉산드루는 포르투갈 3부 리그의 프라이엔스에서 프로 선수 경력을 시작했다. 2021년, 알렉산드루는 포르투갈 2부 리그의 샤베스와 계약을 맺고 이적했으며, 총 34경기에 출전 3골을 기록하여 1부 리그 승격에 기여했다.
2022년, 그는 프랑스 리그 1의 릴과 계약을 맺고 이적했다.

## 수상 내역
개인
- 리가 포르투갈 2 올 시즌의 팀: 2021–22[8]
- 리가 포르투갈 2 이달의 수비수: 2022년 1월[9]